# Warwickshire Drooper
Warwickshire Drooper es una variedad cultivar de ciruelo (Prunus domestica), de las denominadas ciruelas europeas,
una variedad de ciruela oriunda del condado de Kent Inglaterra (Reino Unido). Las frutas tienen un tamaño de medio a grande, color de piel amarillo verdoso o calabaza dorado, con manchas y punteado rojo carmín, y pulpa de color calabaza fuerte, con textura semi-blanda, pastosa o harinosa, y sabor bueno.

## Sinonimia
- "Dundale of Kent",
- "Magnum".

## Historia
'Warwickshire Drooper' variedad de ciruela cuyos orígenes se sitúan posiblemente en el condado de Kent y la variedad  'Dundale' fuera la Warwickshire Drooper original, esta variedad se fermentaba produciendo una bebida alcohólica llamada "Plum Jerkum", conocida por 'dejar la cabeza despejada mientras paraliza las piernas'. Fue en Midlands en la década de 1920 donde se mejoraron sus cualidades y donde se cultivó por primera vez comercialmente y se conoció como 'Magnum'. Este nombre ahora ha sido reemplazado por 'Warwickshire Drooper'. Tradicionalmente se cultivaba propagando sus retoños de las raíces.
'Warwickshire Drooper' está cultivada en diferentes bancos de germoplasmas de cultivos vivos, tal como en la Estación experimental Aula Dei de Zaragoza, entre otros.

## Características
'Warwickshire Drooper' árbol de porte muy vigoroso con un llamativo hábito llorón, muy fértil y resistente. Las flores deben aclararse mucho para que los frutos alcancen un calibre más grueso. Tiene un tiempo de floración que comienza a partir del 16 de abril con el 10% de floración, para el 20 de abril tiene una floración completa (80%), y para el 29 de abril tiene un 90% de caída de pétalos.
'Warwickshire Drooper' tiene una talla de tamaño medio a grande, de forma elíptico-redondeada, con la anchura máxima por debajo de la línea media, asimétrica, un lado bastante más desarrollado que el otro, sobre todo en el tercio inferior, presentando sutura poco visible, color indefinido transparente, línea superficial o en depresión muy suave en toda su extensión o más comúnmente superficial en los dos tercios superiores y en depresión leve en el inferior y zona pistilar; epidermis tiene una piel muy fuerte, basta, apergaminada, frecuentemente con zonas o maraña acorchada, poco pruinosa, muy fina, blanquecina, sin pubescencia, con color amarillo verdoso o calabaza dorado con estrías y manchas amarillentas, transparentes que parten de la cavidad peduncular,  chapa compuesta por puntos y manchas carmín vivo o rosa de extensión variable, presentando punteado abundante, generalmente pequeño, amarillo-blanquecino con aureola verdosa o sin aureola; Pedúnculo corto o medio, generalmente grueso, fuerte, leñoso, con escudete pequeño y carnoso fuertemente adherido a la carne, pubescente, ubicado en una cavidad del pedúnculo de anchura y profundidad medias, apenas rebajada en la sutura;pulpa de color calabaza fuerte, con textura semi-blanda, pastosa o harinosa, y sabor bueno.
Hueso adherente, de tamaño mediano o grande, forma elíptica, semi-globoso, con la zona ventral muy ancha, y surcos poco marcados, el dorsal limitado en su mitad inferior por bordes dentados o con orificios, los laterales casi superficiales sobre una cresta prominente, y con la superficie arenosa.
Su tiempo de recogida de cosecha se inicia en su maduración durante el mes de septiembre.

## Usos
La ciruela 'Warwickshire Drooper' se utiliza como fruta fresca de postre en mesa.

## Cultivo
Autofértil, es una muy buena variedad polinizadora de todos los demás ciruelos.